# Chiesa della Madonna della Torricella
La chiesa della Madonna della Torricella (o chiesa della Torricella, o di Santa Maria delle Grazie, o della Madonna del Rosario), è una chiesa cattolica situata a Castello Tesino, in provincia di Trento; è sussidiaria della parrocchiale di San Giorgio e fa parte dell'arcidiocesi di Trento. 

## Storia

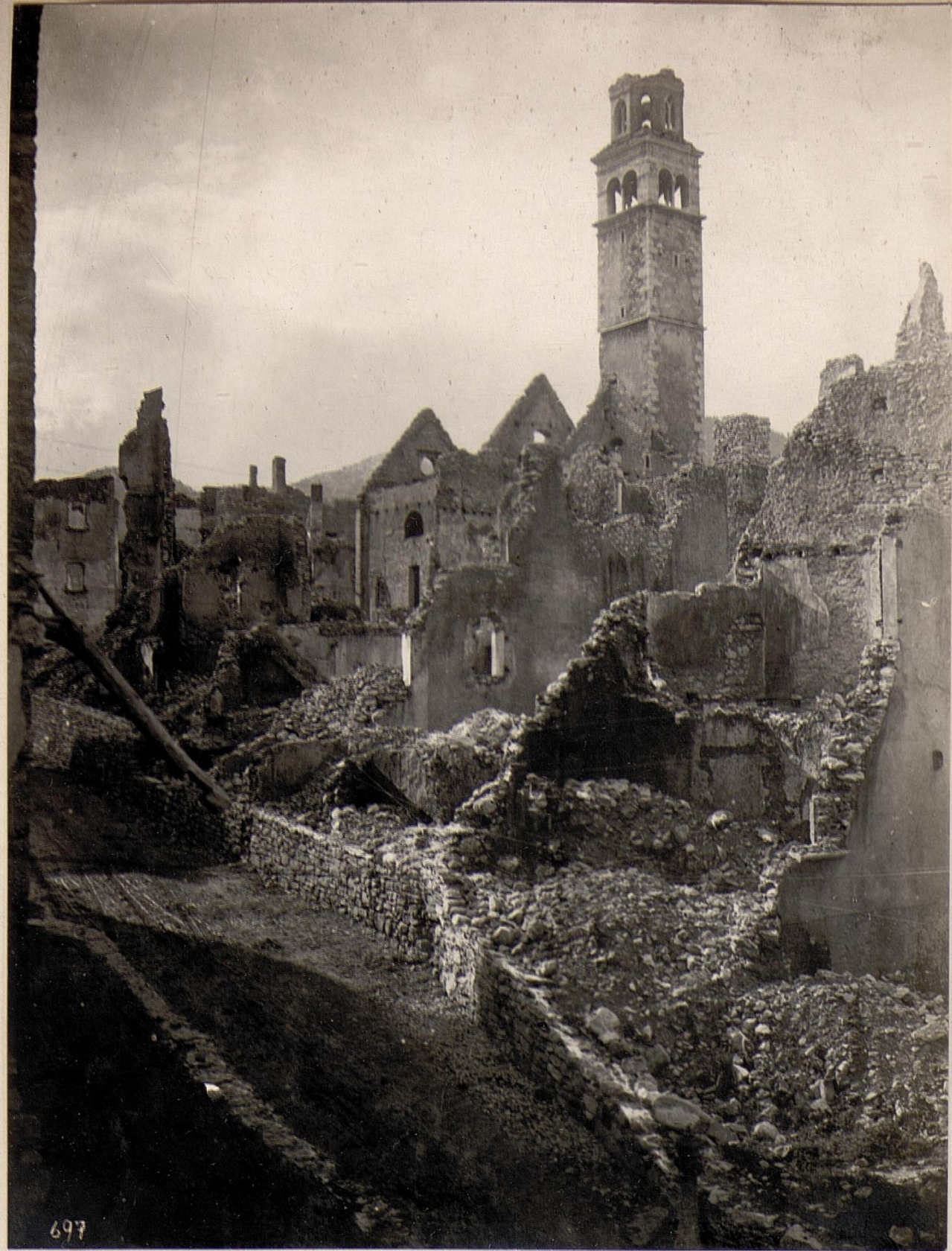
La chiesa e gli edifici circostanti danneggiati dai bombardamenti della prima guerra mondiale

La costruzione di questa chiesa venne promossa dalla famiglia Wolkenstein Rodenegg nel 1603-04, allo scopo di conservare un affresco a cui, nel 1602, erano state attribuite ventidue guarigioni miracolose, documentate in un'indagine voluta dal vescovo di Feltre Giacomo Rovellio; l'immagine è datata 1521, quindi si è ipotizzato che fosse dipinta su edificio preesistente, detto "Torricella", sostituito o inglobato dalla chiesa. La consacrazione del tempio venne celebrata il 27 maggio 1612 dal vescovo di Feltre Agostino Gradenigo, che l'anno prima aveva ordinato di scialbare le pitture murali (eccetto naturalmente quella miracolosa) e di costruire sagrestia e campanile, che ancora mancavano; la torre campanaria venne eretta tra il 1622 e il 1642 (ma la copertura venne ultimata solo nel 1768) e, sempre nel 1642, venne concesso di avere il tabernacolo per ospitare il Santissimo Sacramento.
L'edificio, restaurato nel 1882, subì gravissimi danni durante la prima guerra mondiale, sia per i bombardamenti, sia per un incendio che divampò in paese nel 1916 e che ne distrusse il tetto, lasciandolo esposta alle intemperie; venne inoltre depredato. I lavori di riparazione, completati in gran parte già nel 1919, si protrassero comunque fino al 1928, quando vennero collocate la cuspide del campanile e le finestre, tinteggiate le pareti e ripulito il cornicione. Sempre negli anni venti Ubaldo Tasselli realizzò i dipinti murali delle volte e due finte finestre a lunetta in trompe-l'œil. A dispetto della ricostruzione, negli anni seguenti la chiesa venne sostanzialmente abbandonata, fino a un nuovo restauro promosso dalla provincia di Trento nel 1978-79; in tale occasione l'affresco miracoloso venne staccato dal muro e fissato su un supporto mobile per meglio conservarlo, e contemporaneamente venne realizzato l'adeguamento liturgico con elementi mobili. Nel 2008-10 sono stati eseguiti altri lavori di manutenzione.

## Descrizione

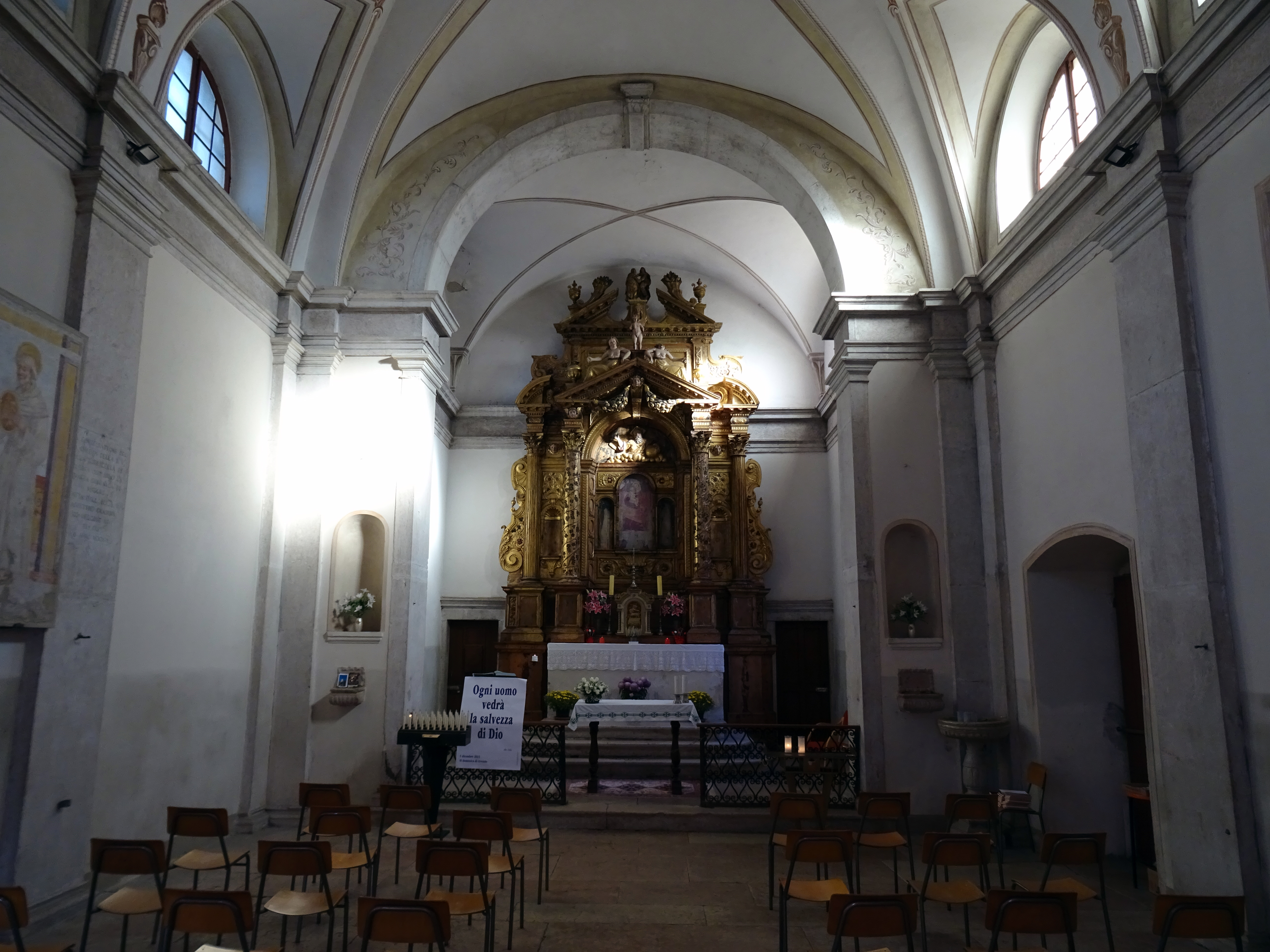
Interno

La chiesa, orientata a nord, si trova in via Donato Pelloso, lungo la strada che sale verso la chiesa di Sant'Ippolito e a pochissima distanza dalla parrocchiale di San Giorgio.

### Esterno
L'edificio si presenta con facciata a tempio classico tetrastilo, ritmata da quattro paraste di ordine gigante poggianti su grandi plinti, raccordate in alto da un doppio cornicione marcapiano su cui si colloca il timpano tiangolare forato da un oculo. Nel settore di mezzo, più largo degli altri, si apre il portale d'accesso architravato, preceduto da una scalinata con rampe laterali, coronato da un timpano ad arco spezzato con una nicchia contenente una rustica scultura di Madonna con Bambino, e sovrastato da un piccolo rosone a dodici petali. Altre finestre sono presenti sui lati, sei a lunetta (tre per lato) e due rettangolari (entrambe sul lato orientale).
In posizione arretrata, incassato tra il presbiterio e la sagrestia, si erge il campanile, una torre a base quadrata in pietrame intonacato, con conci angolari in pietra a vista; è dotato di cella campanaria di gusto rinascimentale aperta da bifore, sormontata da un tamburo ottagonale neogotico forato da monofore e quindi da un doppio cupolino neobarocco in lamiera.

### Interno

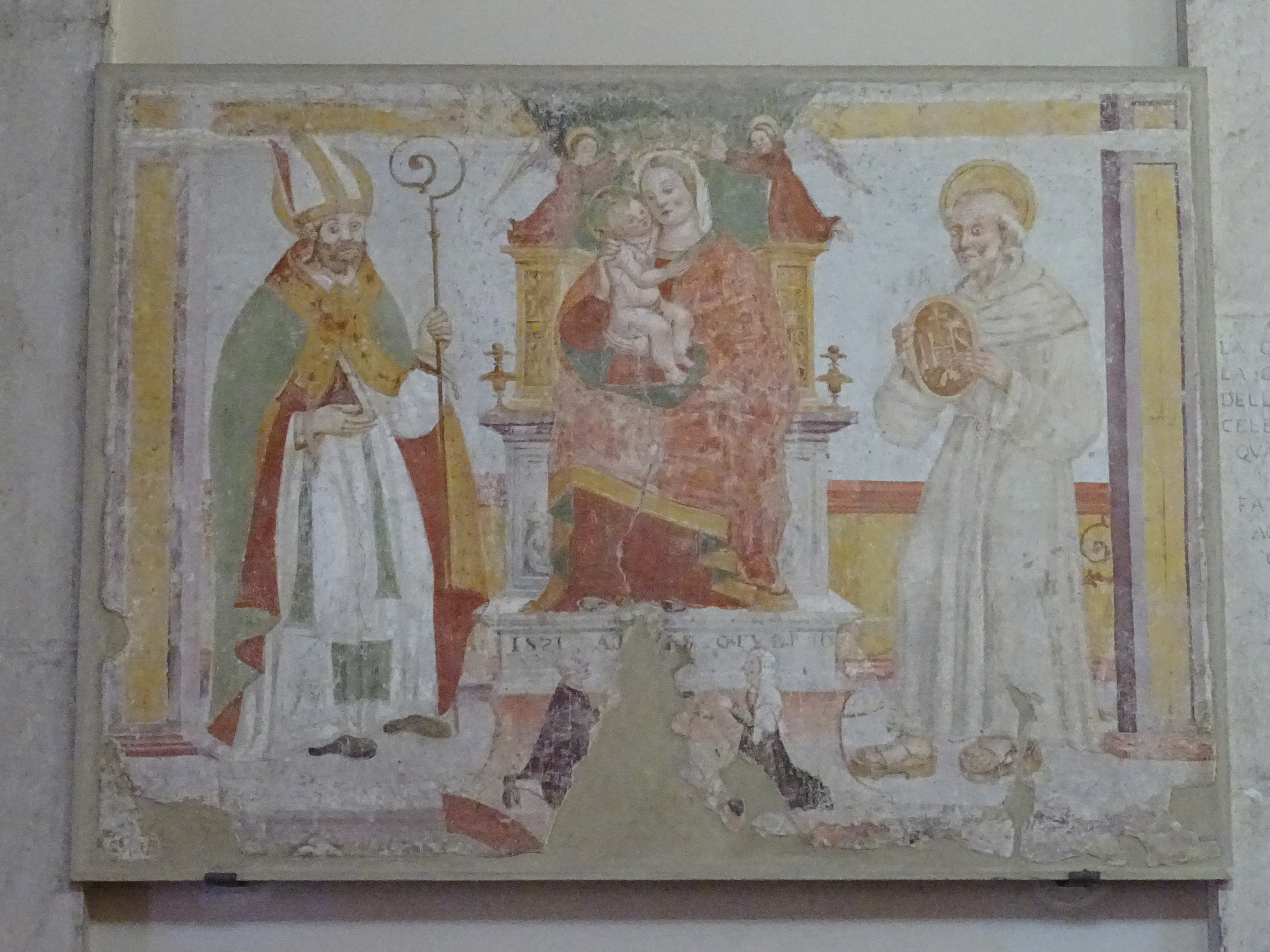
L'affresco miracoloso cinquecentesco, staccato e appeso sulla parete sinistra della navata, raffigurante la Madonna in Maestà con i santi Agostino e Bernardino

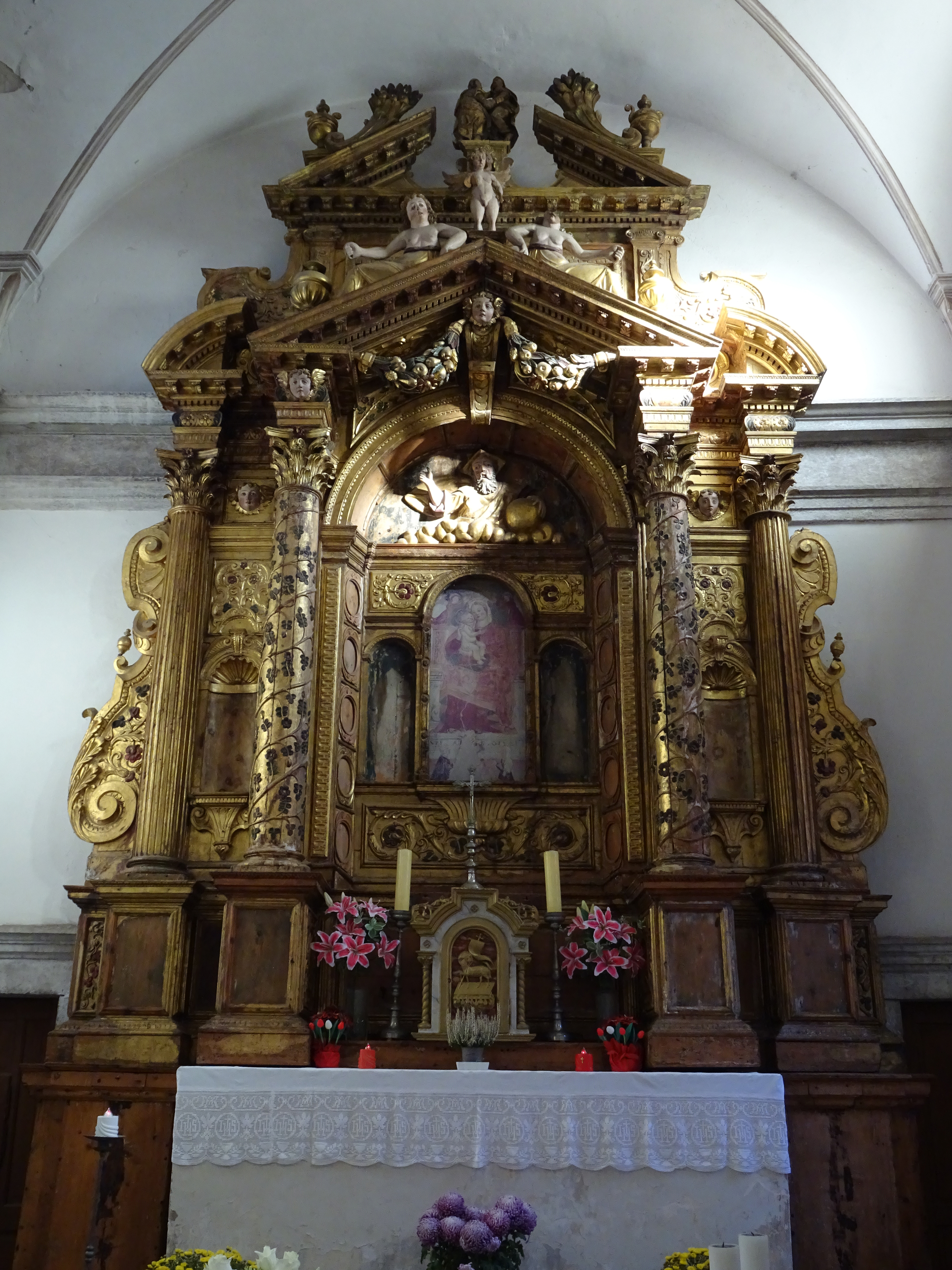
L'altare

L'interno è composto da una navata unica, ripartita in tre campate da paraste tuscaniche raccordate da un cornicione e coperta da una volta a padiglione lunettata. Il presbiterio, rialzato di un gradino, è a base rettangolare e coperto da volta a crociera a sesto ribassato; è introdotto da un arco santo a tutto sesto e ha l'accesso delimitato da balaustre in ferro battuto. Dietro al presbiterio si trova la sagrestia, accessibile da due portali architravati posti ai lati dell'altar maggiore.
Il presbiterio è in gran parte occupato dall'imponente altare maggiore ligneo, dedicato alla Madonna del Rosario, opera di inizio Seicento di autore veneto, riccamente ornato da varie figure e decorazioni fitomorfe, avvicinabile alla bottega di Giovanni Battista Auregne; ai lati si trovano due colonne e altrettante nicchie che ospitavano le statue dei santi Caterina da Siena e Domenico, trafugate durante la grande guerra, mentre sulla cimasa c'è un piccolo gruppo scultoreo della Visitazione; la parte centrale della struttura è quasi un "altare nell'altare", composta da altre due colonne sorreggenti un timpano triangolare, con al centro l'ancona, costituita da una nicchia contenente una riproduzione della parte centrale dell'affresco miracoloso (anticamente l'affresco si trovava nello stesso punto e questo spazio, vuoto, gli faceva da cornice), affiancata da altre due nicchie in cui si trovavano le statue dei santi Agostino e Bernardino (rubate come le altre) e sormontata da una lunetta con scultura di Dio Padre.
L'affresco miracoloso cinquecentesco, staccato e messo su supporto mobile negli anni settanta, trova la sua nuova collocazione sulla parete sinistra della navata: è opera di uno o più pittori itineranti veneti, e raffigura la Madonna in Maestà con in braccio Gesù Bambino, incoronata da due angioletti e affiancata a sinistra da sant'Agostino in paramenti vescovili, e a destra da san Bernardino da Siena, scalzo e in abito francescano, che regge un disco con il trigramma di Cristo; ai piedi del trono sono visibili gli ignoti committenti dell'opera, marito e moglie.